# Brașca, Suceava
Brașca (în germană Braszka) este un sat în comuna Ilișești din județul Suceava, Bucovina, România.

## Obiective turistice
- Biserica de lemn din Brașca - construită în anul 1808 în satul Stroiești, mutată în anul 1833 în satul Humoreni și în 1892 în satul Brașca. Este amplasată în cimitirul satului.

## Recensământul din 1930
Componența etnică a satului Brașca
     Români (82%)
     Germani (17,97%)
     Ruteni (0,3%)
Componența confesională a satului Brașca
     Ortodocși (82%)
     Romano-catolici (0,3%)
     Evanghelici\Luterani (16,8%)
     Altă religie (0,9%)
Conform recensământului efectuat în 1930, populația satului Brașca se ridica la 574 locuitori. Majoritatea locuitorilor erau români (82,0%), cu o minoritate de germani (17,7%) și una de ruteni (0,3%). Din punct de vedere confesional, majoritatea locuitorilor erau ortodocși (82,0%), dar existau și romano-catolici (0,3%) și evanghelici\luterani (16,8%). Alte persoane au declarat: adventiști (5 persoane) și fără religie (1 persoană).

## Personalități
- Archip Roșca (n. 28 iulie 1877 – d. decembrie 1927), artist plastic[1]